# استار مدل پی‌دی
استار مدل پی‌دی (به انگلیسی: Star Model PD) یک پیستول نیمه‌خودکار سبک در اندازهٔ کوچک ساخت اسپانیا می‌باشد.